# Баден-Баденське маркграфство

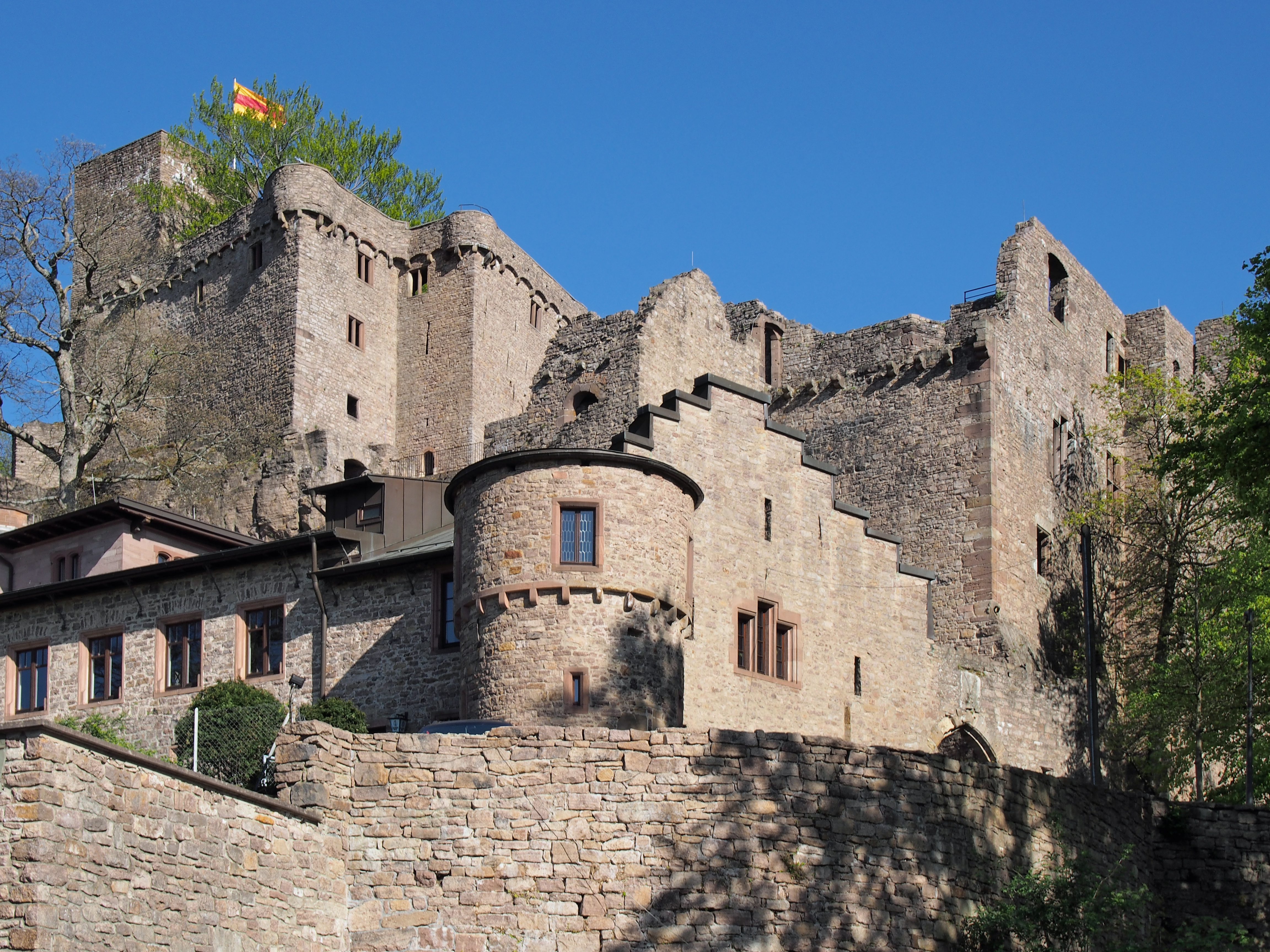
Руїни Гогенбадену над Баден-Баденом, «старий замок» і початкова резиденція династії Баден.

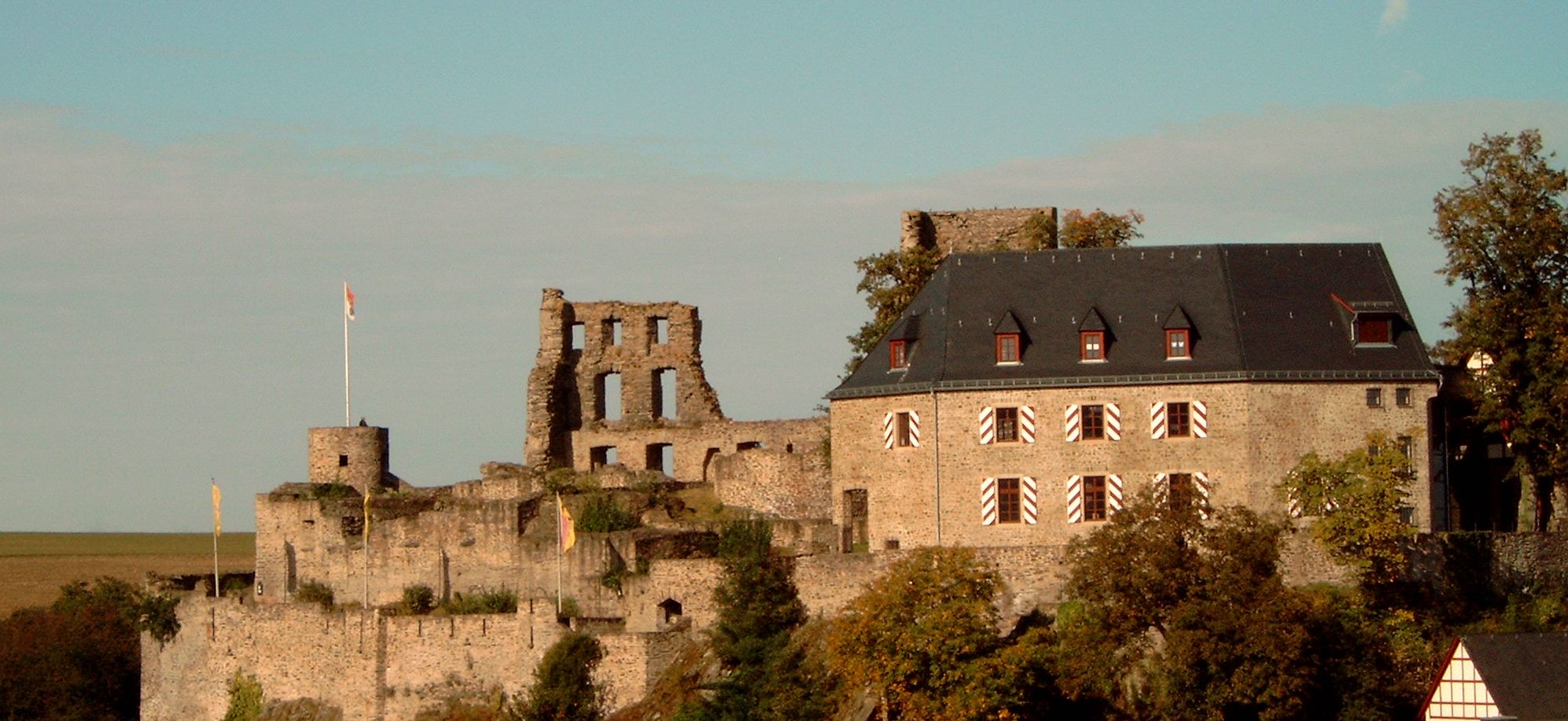
Кастеллаун (замок) у Шпонгаймі, резиденція Едвард Фортунат (маркграф Баден-Бадена)

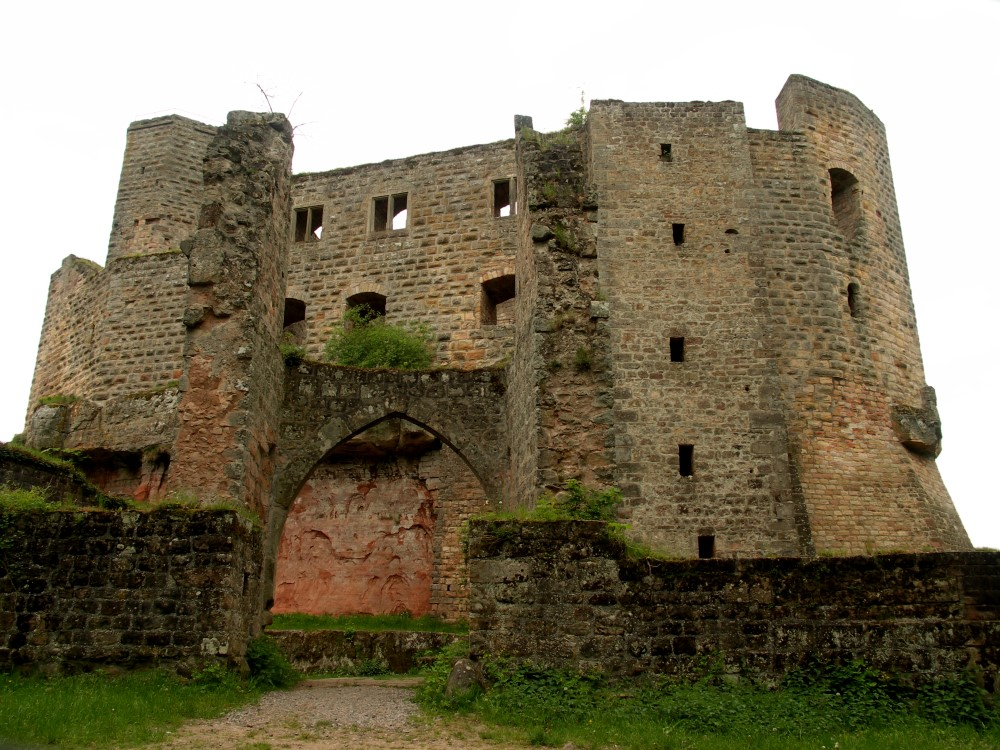
Грефенштайн (замок) в Родальбені, центр володіння Грефенштайн.

Ба́ден-Ба́денське маркграфство (нім. Markgrafschaft Baden-Baden) — державне утворення раннього сучасного періоду на південному заході Німеччини у складі Священної Римської імперії. Було створено в 1535 році в результаті поділу Баденського маркграфства на Баден-Дурлах і Баден-Баден. Територія Баден-Бадена мала склад з центральної території на середній ділянці Верхнього Рейну навколо столиці Бадена, а також володінь на Мозелі та Нае.
У той час як в Баден-Дурлаху з часів Реформації зберігся протестантизм, Баден-Баден після Тридцятилітньої війни (1618—1648) став католицьким. Після повної руйнації території під час ВІйни Аугсбурзької ліги (1688—1697), маркграф Людвиг Вільгельм переніс столицю до Раштата, де звів Раштатський палац, перший бароковий палац на Верхньому Рейні. За регентства його вдови Сибілли Саксен-Лауенбурзької були зведені інші будівлі в стилі бароко. Коли її другий син Август Георг помер без спадкоємців в 1771 році, Баден-Баден успадкували правителі Баден-Дурлаха, які знову возз'єднали дві частки в єдине Баденське маркграфство.

## Територія
Маркграфство Баден-Баден складалося з центральної території на правому березі середнього Верхнього Рейну з центром у містах Баден і Раштат, а також інших територій у регіоні Верхній Рейн і на захід від Рейну. Деякі з них належали до Швабського імперського округа, інші — до Верхньорейнського округа.

### Раштат і Баден
Основна територія простягалася від Еттлінгена до Штайнбаха. На півночі межувало з Баден-Дурлаським маркграфством, на заході — річкою Рейн, на сході — з Вюртемберзьким герцогством, а на півдні — з Ганауерландом. Іншими важливими сусідами були Курпфальц, Шпаєрське князь-єпископство, і вільне імперське місто Страсбург.
Резиденцією та столицею маркграфа був Баден до 1705 року, а потім Раштат. Міста Еттлінген, Куппенгайм, Штайнбах і Штольгофен були адміністративними центрами, через які управлялися менші поселення та сільська місцевість. Ельзасські міста Зельц і Байнгайм на лівому березі Рейну прямо навпроти Раштату також належали Баден-Бадену. Мальш, який спочатку належав Вюртембергу, перейшов під оруду Бадена в 1603 році. Іллінген був ексклавом, що належав Шпаєру, але повністю оточений територією Бадена.
До 1660 року теоретично незалежне Еберштайнське графство, яке охоплювало середню частину річки Мург і мало столицю Гернсбах, було де-факто частиною Баден-Бадена. Після згасання династії Еберштайн в 1660 році, Баден-Баден розділив її територію зі Шпаєром.
У 1688 році основну територію розширили на південь до Бюля, який замінив Штайнбах як місцевий адміністративний центр у XVIII столітті. У цей же час адміністративний центр перенесли з Куппенгайма до Раштату.

### Інші території Верхнього Рейну
До 1629 року Баден-Баден мав співправління над Лар-Мальбергом разом з Нассау-Саарбрюкеном. Після цього вони поділили територію, причому Лар відійшов до Нассау-Саарбрюккена, а Мальберг, Кіппенгайм і Фрізенгайм — до Баден-Бадена. У 1693 році маркграф Людвиг Вільгельм придбав Бург-Штауфенберг поблизу Дурбаха. Після того, як французи покинули Кель, імператор Леопольд I в 1698 році передав його Баден-Бадену. У 1701 році Баден-Баден також отримав права на ландфогт Оффенбург.

### Графство Спонгайм
На річках Мозель і Нае та в Гунсрюку, Баден-Баден поділив суверенітет над переднім та внутрішнім графством Спонгайм з Курфпфальцом і різними коллатеральними лініями Пфальцу. Графство Гінтер охоплювало сучасні райони Бернкастель-Віттліх і Біркенфельд. Його адміністративними центрами були Біркенфельд, Алленбах, Діль, Геррштайн, Вінтербург, Кастеллаун і Трарбах. Переднє графство лежало в Гунсрюку та на Нахе та поширювалося на Райнгессен. Найважливішими містами були Кірхберг, Гемюнден, Кройцнах і Шпрендлінген.

### Інші території на захід від Рейну
Маркграфи контролювали Родемахерн, Усельдінген і Геспринген на сучасній території Франції. У Пфальцькому лісі вони володіли Грефенштайном, спільно з родиною Лейнінген до 1557 р. Після того, як замок Грефенштайн було зруйновано в 1635 р., маркграф передав адміністрацію Родальбену.

## Історія
Маркграфство Баден-Баден було створено в 1535 році в результаті поділу Баденського маркграфства. У XVI столітті воно перебувало під сильним впливом Баварії. У 1594—1622 рр. територія була окупована Баден-Дурлаським маркграфством. Територія сильно постраждала від Тридцятилітньої та Дев'ятирічної війн. Багаті правителі Людвиг Вільгельм і Сибілла підтримували дорогу придворну культуру і побудували багато світських і релігійних споруд у стилі бароко. Після смерті Августа Георга в 1771 році маркграфство успадкував Карл Фрідріх Баден-Дурласький.

### Створення
Маркграфство Баден-Баден створили внаслідок двох територіальних поділів маркграфства Баден.
У 1503 році маркграф Христоф I знову об'єднав маркграфство Гахберг-Заузенберг з головним маркграфством Баден (від якого перше відокремили в 1306 році) і керував географічно розкиданою, але політично єдиною територією, яка охоплювала територію навколо його резиденції в місті Баден, володіння в південній частині регіону Верхній Рейн і маєтки на захід від Рейну. Він мав намір уникнути повторного поділу маркграфства, зробивши свого сина Філіпа єдиним спадкоємцем. Однак старший брат Філіпа Бернгард не прийняв заповіту батька і був засланий до Бургундії. Молодший брат Філіпа Ернест також повстав за допомогою свого тестя Фрідріха I, маркграфа Бранденбург-Ансбаха. Зрештою Христоф поступився і в 1515 році розробив поділ своєї території на три частини: Бернгард отримав області на захід від Рейну, Філіп отримав основну територію навколо Бадена, а Ернест отримав маєтки на півдні.
Коли Філіп помер в 1533 році, не маючи спадкоємців чоловічої статі, Бернгард і Ернест спочатку планували правити основною територією разом. Однак незабаром вони посварилися і вирішили її розділити. Бернгард встановив лінію поділу (яка здебільшого проходила по річці Альб), а Ернесту надали вибір частини. Він обрав район на північ від Альбу. Території, які кожен із братів отримав в 1515 році, залишалися незмінними за цією угодою. Таким чином, після нового поділу Бернгард керував областями на захід від Рейну та частиною центральної території на південь від Альбу. Ернест переніс свою резиденцію до Пфорцгайму і згодом його називали маркграфом Баден-Пфорцгайма, а Бернгард залишився в Бадені і називався маркграфом Баден-Бадена. Брати продовжили переговори про деталі поділу і лише наприкінці 1536 року завершили угоду за посередництва Людвига V. Цю угоду задокументували договором, підписаним у Гайдельберзі.

### Тісний союз з Баварією

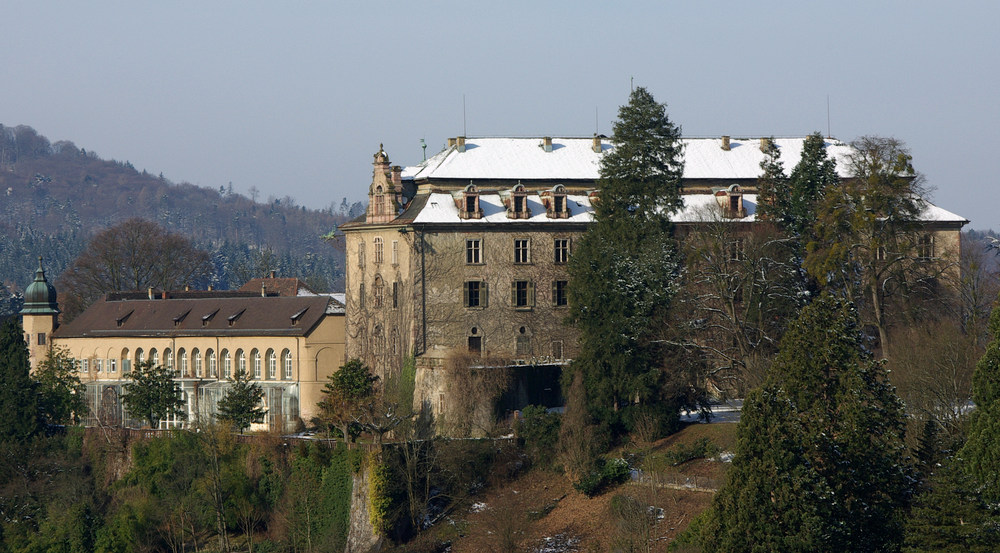
Новий замок в Баден-Бадені, резиденція до 1705 року

Коли Бернгард помер в 1536 році, його старший син Філіберт був немовлям, а другий син Кристоф ще не народився. Ернест вимагав територій Бернгарда для себе та намагався висунути свої вимоги перед Імперським камеральним судом у Шпаєрі, але йому протистояли вдова Бернгарда Франциска Люксембурзька та донька Філіппа, Марія Якоба, які наполягали на регентстві. Йоанн II Зіммернський, Вільгельм IV Еберштайнський і герцог Вільгельм IV Баварський (чоловік Марії Якоби) були призначені законними опікунами молодих принців. Фрайгер Генріх Флеккенштейн був призначений фактичним регентом у Баден-Бадені.
Філіберт виріс у Мюнхені та перейняв контроль над урядом, коли йому виповнилося двадцять років в 1556 році. У 1557 році він одружився з Мехтільдою Баварською, яка була на 4 роки старша за нього і знала його з дитинства. Воював в Угорщині проти Сулеймана Пишного та у Франції проти гугенотів. Помер в 1569 році під час останньої кампанії, коли його синові Філіппу II було лише 10 років.
Законним опікуном Філіпа II був герцог Альберт V Баварський. Він доручив єзуїтам вивчити молодого маркграфа в Інгольштадті на доктринах Контрреформації та призначив його правителем Баден-Бадена в 1571 році, коли йому було дванадцять. Отто Генріх фон Шварценберг, регент у Баден-Бадені з 1570 року, мав повністю контроль над Альбрехтом V. У 1572—1582 рр. він мав за резиденцію, Новий замок у Баден-Бадені, розширений архітектором Каспаром Вайнгартом у стилі італійського Відродження.
Провідну роль при дворі відігравала музика. Повідомляється, що в 1582 році в Новому замку було понад 200 музичних інструментів. Філіп II раптово помер в 1588 році у віці 29 років, залишивши маркграфству великі борги, але не залишивши спадкоємця.

### Окупація Верхнього Бадена
Після смерті Філіпа правлячим маркграфом став його двоюрідний брат Едвард Фортунат. Він був онуком Бернгарда III від його сина Кристофа II і виріс у Лондоні, отримавши своє ім'я від королеви Єлизавети I, яка була його хрещеною матір'ю. Через його розкішний спосіб життя борги маркграфства ще більше зростали. Едвард намагався вирішити цю проблему, надавши двом італійцям, Франческо Мускателлі та Полю Песталоцці, вільне керування підвальними сховищами Ібурга, де вони мали працювати над алхімією та фальшивими грошима. Коли імператор Рудольф II вирішив передати Баден-Баден під адміністрацію через його високу заборгованість, він призначив маркграфа Баден-Дурлаха  Ернеста Фрідріха над основною територією Баден-Бадена в листопаді 1594 року. Едвард Фортунат відповів, попросивши двох італійців отруїти Ернеста Фредеріка. Однак план провалився, і пара була четвертована. Едвард Фортунат відійшов на свої території на захід від Рейну, де загинув у результаті нещасного випадку в 1600 році. Окупація Баден-Бадена відома як «окупація Верхнього Бадену».

### Тридцятилітня війна
Георг Фредерік, який став маркграфом Баден-Дурлаха після смерті свого брата в 1604 році, взяв під свою оруду обидві частини Бадена під час Тридцятилітньої війни на боці протестантів. Баденська армія, яка складалася з 200 кавалеристів і 600 піхотинців в 1600 році, зросла до 20 000 осіб до 1620 року. Коли армія протестантського воєноначальника Ернста фон Мансфельда підійшла до Верхнього Рейну в 1622 році, Георг Фредерік прагнув об'єднати Баденську армію з армією Мансфельда. Однак обидва полководці не могли дійти згоди, хто з них матите верховне командування, тому Георгу Фрідріху довелося самостійно битися з військами Тіллі в битві біля Вімпфена. Обидві сторони зазнали великих втрат у битві, яка відбулася 6 травня 1622 року, але Тіллі здобув перемогу. Того ж літа католики-переможці призначили Вільгельма, сина Едуарда Фортуната, маркграфом Баден-Бадена, поклавши край окупації Верхнього Бадену.
У 1632 році шведи на чолі з королем Густавом Адольфом завоювали Верхній Рейн, включно з Баден-Баденом. У 1633 році повернуто Баден-Баден Баден-Дурлаху. Однак відразу після того, як шведи та їхні союзники (включно з Баден-Дурлахом) зазнали поразки в битві при Нердлінгені в 1634 році, Вільгельм знову захопив Баден-Баден, захопивши також частину території Баден-Дурлаха. У наступні роки місто Баден постраждало від окупацій протиборчих армій — його тричі пограбували в 1642—1644 рр. Населення маркграфства скоротилося під час війни понад 50 %. Згідно з Вестфальським миром територіальну ситуацію в Бадені відновили до того стану, який був у 1550 році. Однак, оскільки Франція анексувала більшу частину Ельзасу, Баден-Баден тепер опинився на західному кордоні Священної Римської імперії.

### Епоха Людвига Вільгельма
Період після Тридцятилітньої війни був відзначений імміграцією та відновленням. Старший син Вільгельма, Фердинанд Максиміліан, переїхав до Парижа, де одружився і мав сина, якого назвав на честь короля Людовика XIV. Цей син, Людвиг Вільгельм, став найвідомішим правителем Баден-Бадена через свою службу генералом Священної Римської імперії. Після суперечки з дружиною Фердинанд Максиміліан повернувся до Баден-Бадена зі своїм сином і вдруге одружився з Марією-Магдалиною Еттінген-Бальдернською. Він ніколи не керував маркграфством, оскільки він помер перед своїм батьком на полюванні в 1669 році. Чотирнадцятирічного Людвига Вільгельма через рік його дід відправив у Гранд-тур, під час якої він відвідав Генф (Женеву), Мілан, Флоренцію, Рим, Венецію та Інсбрук тощо. Після цього він повернувся до Баден-Бадена у віці 19 років і вступив на службу в імператорську армію, де швидко піднявся по службі.

Після смерті Вільгельма в 1677 році Людвиг Вільгельм став маркграфом, але він рідко відвідував Баден-Баден через свої військові обов'язки. Він також був відсутній в 1688 році, коли французька армія під командуванням генерала Мелака перетнула Рейн, під час війни Аугсбурзької ліги. У 1689 році Мелак систематично спалив усі міста та села Бадена, крім Гернсбаха. Поки місто Баден горіло 24 серпня 1689 року, Людвиг Вільгельм воював проти турків на Балканах, де 6 вересня 1689 року його підвищили до посади головнокомандувача імперської армії.

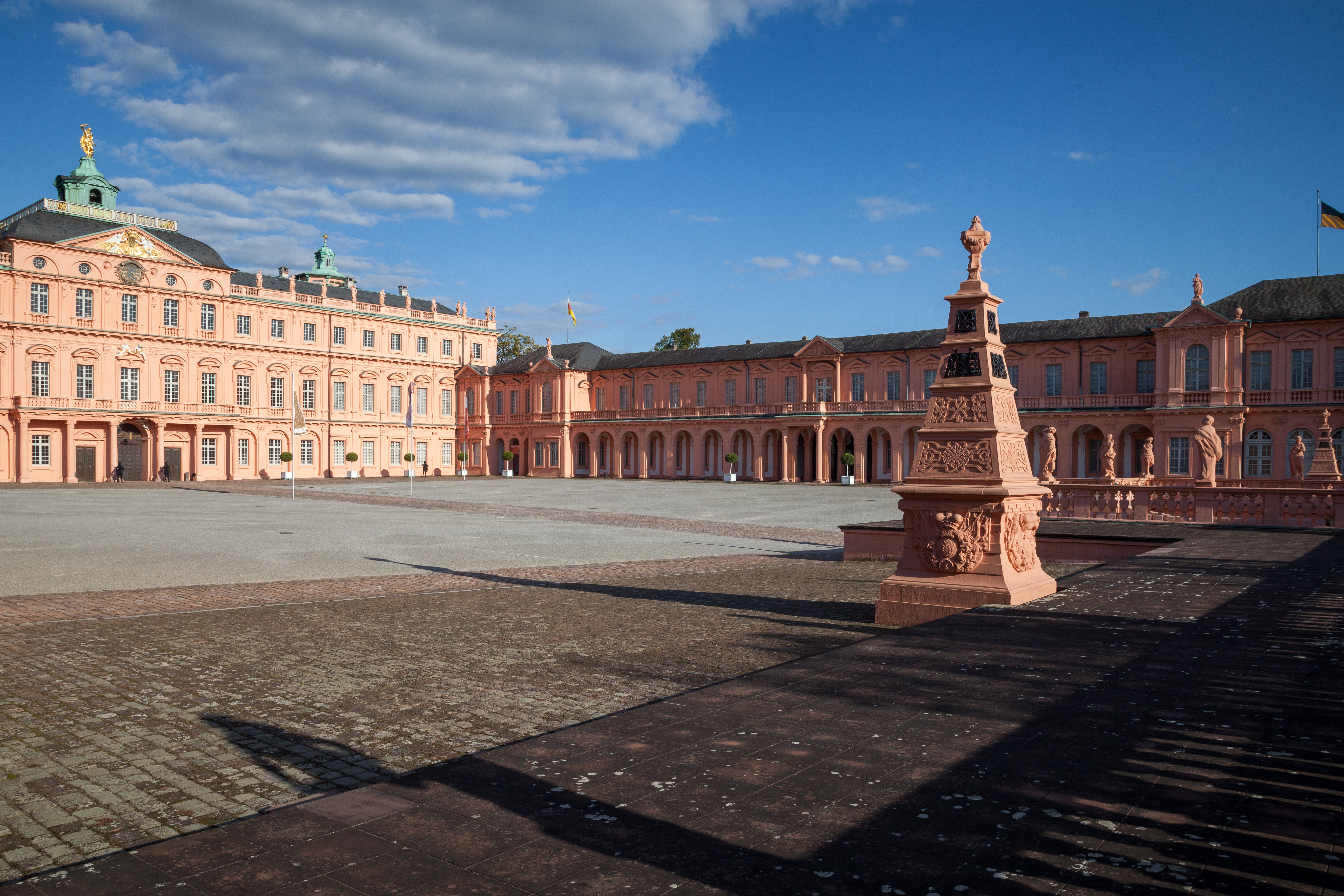
Раштатський палац, резиденція маркграфів з 1705 року

Щоб дати своєму успішному командиру ресурси для відновлення своєї батьківщини, імператор Леопольд спробував одружити Людвига Вільгельма з Анною Марією, старшою дочкою Юлія Франца, герцога Саксен-Лауенбурзького, який помер у вересні 1689 року, залишивши обом своїм донькам значний спадок. Коли в січні 1690 року відвідав її в замку Закупи в Богемії, він закохався в чотирнадцятирічну сестру Анни Марії Сибіллу та одружився з нею 27 березня 1690 року. Незабаром після цього Людвиг Вільгельм повернувся до лав війська. Після битви біля Сланкаменю, його найбільшого тріумфу, він здобув звання генерал-лейтенанта і був нагороджений орденом Золотого руна. Потім імператор перевів його на західний фронт і передав командування війною з турками двоюрідному брату Людвига Вільгельма, принцу Євгенію. Після відступу французів Людвиг Вільгельм і Сибілла повернулися до Баден-Бадена в 1693 році. У результаті битв з турками він привіз із собою значні трофеї, і пара почала відновлювати маркграфство.
Спочатку Людвиг Вільгельм перебудував Новий замок у Бадені. Однак, оскільки він не вважав це достатньою резиденцією для імперського генерал-лейтенанта, він наказав Доменіко Егідіо Россі збудувати новий палац у стилі бароко в селі Раштат приблизно за дванадцять мільйонів гульденів. Коли початкове будівництво завершили в 1705 році, правляча пара та їхній двір переїхали з Бадена до Раштату, який уже розвинувся в місто. Раштатський палац був першим палацом у стилі бароко у регіоні Верхнього Рейна. Подальші барокові палаци в Карлсруе, Брухзалі та Мангаймі, ймовірно, були натхненні ним. Людвиг Вільгельм помер у Раштаті в січні 1707 року від ускладнень, отриманих у битві біля Шелленбергу під час Війни за іспанську спадщину.

### Абсолютизм і Раштатське бароко

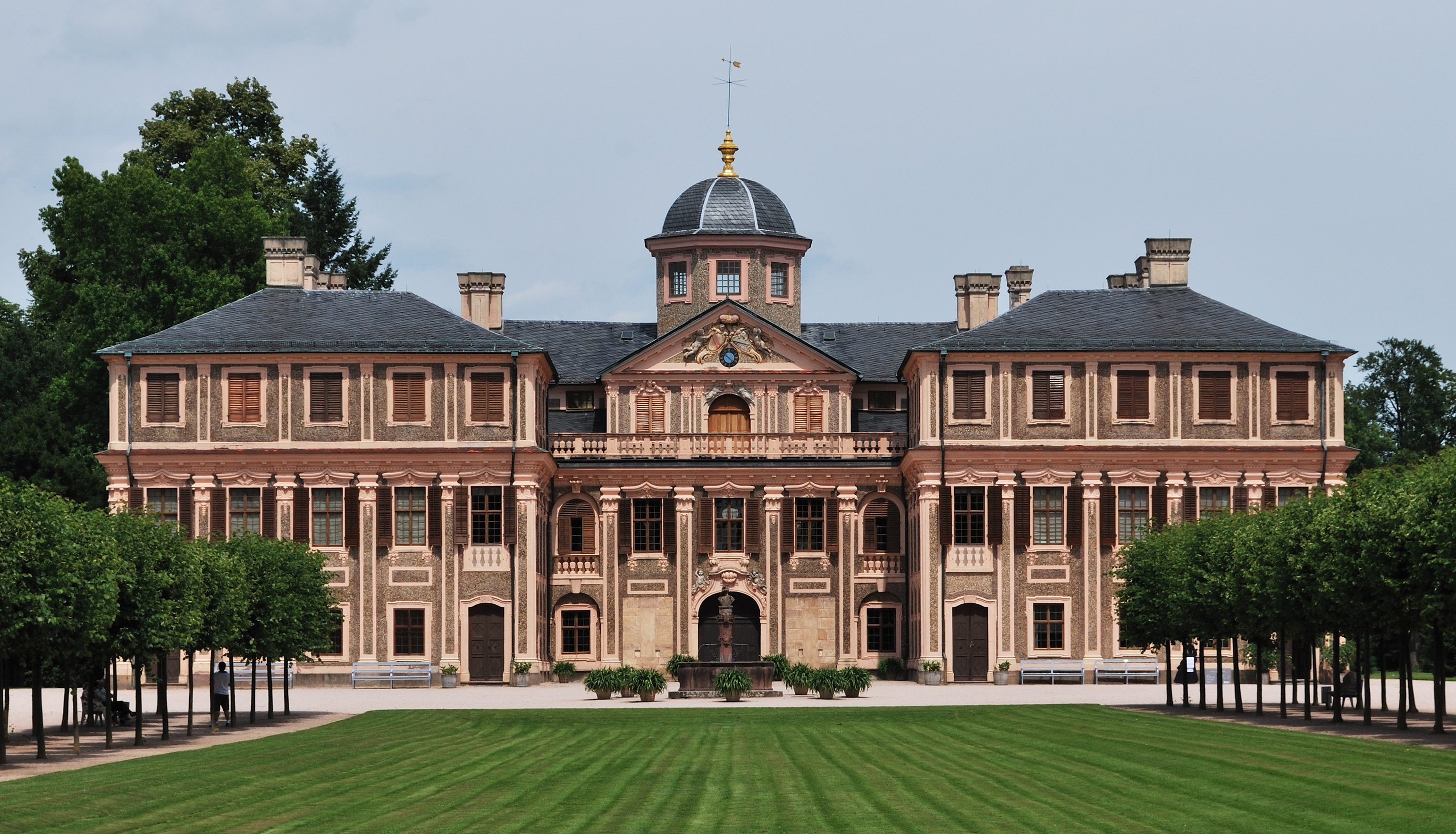
Палац Фаворит, палац розваг та мисливський будиночок Сибілли Саксен-Лауенберзької

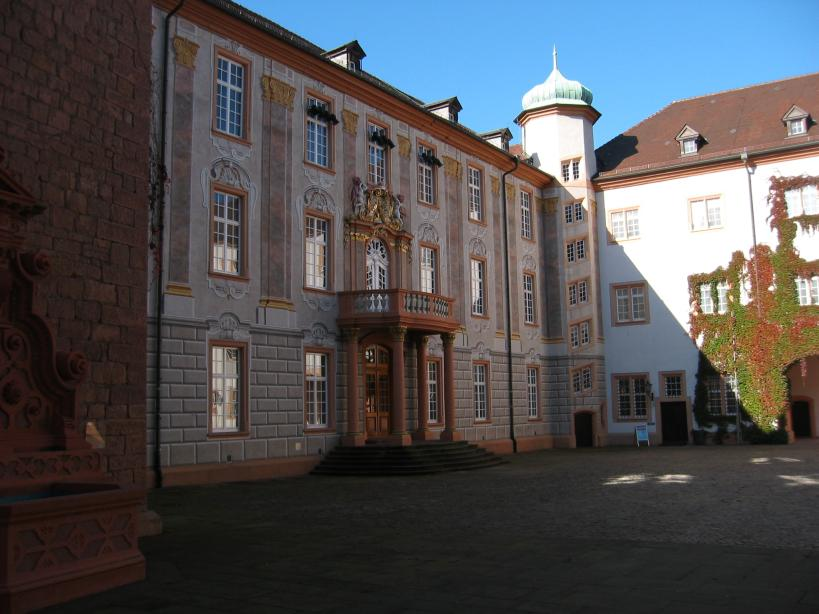
Еттлінгенський палац

У своєму заповіті Людвиг Вільгельм призначив свою вдову Сибіллу регентом Верхнього Бадену. У травні 1707 року французи окупували Раштат, і Сибілла втекла з дітьми до Еттлінгена. Всупереч порадам імператора, який заохочував її повернутися на батьківщину в Богемію в 1707 році, Сибілла залишилася в Баден-Бадені і прийняла регентство.
Взимку 1713/14 принц Євген і маршал де Вільярс провели мирні переговори, які поклали кінець Війні за іспанську спадщину в замку Раштат, і нарешті підписали Раштатський договір у березні 1714 року. Після укладення мирного договору Сибілла повернулася до Раштату і зосередила свою енергію на управлінні, будівельних роботах і придворному житті.
Вона була сильним регентом і не дозволила Йоганну Вільгельму, курфюрсту Пфальцькому та герцогу Леопольду I Лотаринзькому, яких Людвиг Вільгельм назвав її законними опікунами у своєму заповіті, перебрати владу від неї. Вона довірила внутрішню політику Карлу, фрайгеру з Пліттерсдорфа (1633—1727), який уже тісно співпрацював з Людвигом Вільгельмом, як голова казначейства. У зовнішній політиці вона листувалася з найважливішими монаршими домами Європи, включно з імператором, королем Франції та курфюрстом Пфальцу. З 1715 року Даміан Гуго Філіпп фон Шенборн, пізніше князь-єпископ Шпеєра, служив особистим радником, і вона підтримувала з ним активне листування.
Сибілла також займалася будівництвом особисто. Вона звільнила Россі з посади придворного архітектора в 1707 році і замінила його представником богеми Йоганном Міхаелем Людвигом Рорером. Натхненна паломництвом до абатства Айнзідельн, вона побудувала каплицю Айнзідельн у Раштаті в 1715 році. Особливу увагу вона приділила плануванню та оздобленню палацу Фаворит, який вона побудувала поблизу Раштату як літню резиденцію. Внутрішнє оздоблення та цінна колекція порцеляни маркграфині зберігаються в замку донині. Інші роботи Рорера: Еттлінгенський палац, Гофгут-Шайбенгардт, пагода палацу у Раштаті та мисливський будиночок у Фремерсберзі біля Бадена. Придворним капельмейстером був інший представник богеми, Йоганн Каспар Фердинанд Фішер, який опублікував свою першу працю в 1695 році, під час правління Людвига Вільгельма, і зберігав цю посаду до своєї смерті в 1746 році.
У 1727 році Сибілла передала владу своєму 25-річному синові Людвігу Георгу. Він навчився розмовляти лише у шість років і все життя більше цікавився полюванням, ніж управлінням. Під час його правління Пітер Ернст Рорер змінив свого брата на посаді придворного архітектора в 1732 році.
Він побудував Фонтан Олексія, ратушу і Церква Святого Олексіяу Раштатті. Обидва сини Людвига Георга від першої дружини померли в дитинстві, а його друга дружина залишилася бездітною, тому він помер, не залишивши спадкоємців чоловічої статі в 1761 році.
Його наступником став його брат, Август Георг, який спочатку був священником, але отримав дозвіл залишити священство від папи Климента XII в 1735 році та одружився з Марією Вікторією д'Аренберг. Оскільки діти подружжя не досягли повноліття, було зрозуміло, що після смерті Августа Георга маркграфство Баден-Баден припинить своє існування.

### Возз'єднання Бадена
З моменту початку свого правління Август Георг працював над тим, щоб організувати прийнятну домовленість про престолонаслідування. Оскільки після його смерті Баден-Баден явно успадкує Баден-Дурлах, він уклав угоду з Карлом Фредеріком Баден-Дурлаським, підписану в 1765 році. Ця угода передбачала, що більшість території Баден-Бадена успадкує Баден-Дурлах, за винятком богемських володінь, які були передані Сибіллою Саксен-Лауенбурзькою у володіння маркграфства та успадковані її родичами. Ортенау, який Людвиг Вільгельм отримав як імперський феод, повернувся до імператора. У договорі також говорилося, що вцілілі члени родини маркграфів отримають фінансову підтримку, а католицькі установи, такі як абатство Ліхтенталь і фонд Баден-Бадена, збережуть свої володіння.
Щоб захистити релігійну свободу своїх підданих, Август Георг добився беатифікації свого середньовічного предка, Бернгарда II, чого він успішно домігся в 1769 році. Август Георг обрав Бернгарда як святого покровителя маркграфства Баден-Баден і побудував фонтан Бернгарда в Раштатті на його честь. У 1770 році він запровадив обов'язкову загальнонаціональну шкільну освіту.
Маркграф Карл Фрідріх Баден-Дурласький попросив Пруссію, Англію та Данію виступити гарантами престолонаслідування, тоді як Август Георг просив папу Климента XIII; Еммеріха Йозефа фон Брайдбаха цу Бюрресгайма, курфюрст Майнца та Марію-Терезію Австрійську. Однак у Відні Авлічна рада, скликана імператором Францом, порадила не підтверджувати договір. Після смерті Августа Георга 21 жовтня 1771 року Карл Фрідріх опанував Раштат. Він змусив державну службу присягнути йому на вірність. Однак після того, як Карл Фрідріх призначив двох викладачів у колишньому єзуїтському коледжі в місті Баден, спосіб життя яких не відповідав очікуванням громадян Бадену, місто подало скаргу до Авлічної ради щодо свого нового сеньйора. Суперечка, до якої також була залучена вдова Августа Георга Марія Вікторія, вийшла за межі Німеччини і була вирішена лише компромісом в 1789 році.

## Релігія

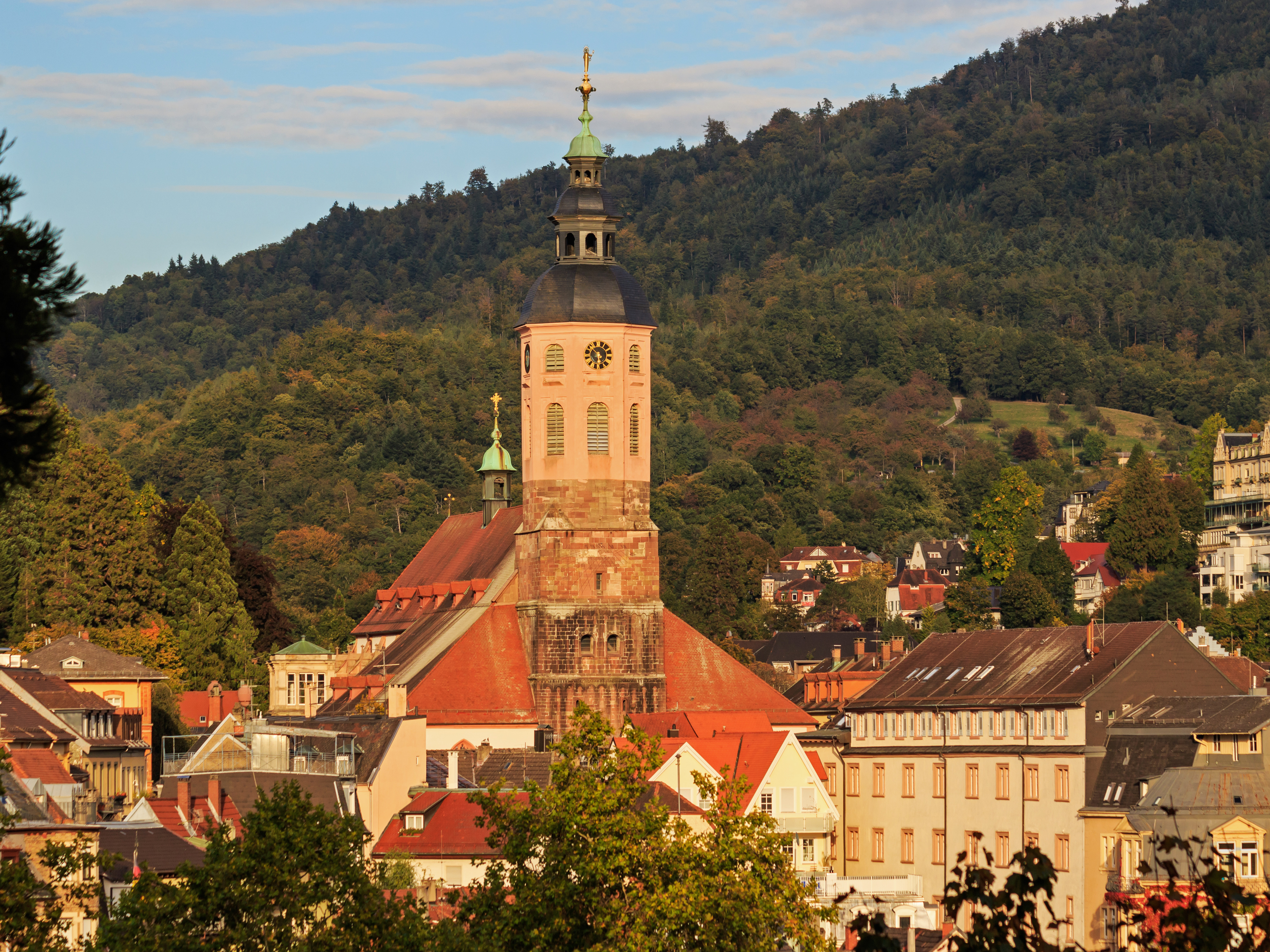
Колегіальна церква (Баден-Баден) в Баден-Бадені, головна церква маркграфства і мавзолей маркграфів.

### Перше покатоличення
Коли в 1535 році створили маркграфство, там уже вкоренився протестантизм. У той час реформатор Матіас Ерб був придворним проповідником у Колегіальній церкві Баден-Бадена. Ця церква була мавзолеєм маркграфів і духовним центром маркграфства. Маркграфи спочатку були байдужі до нового розвитку і не робили жодних прямих кроків щодо релігійних вірувань і практик своїх підданих.
Все змінилося в 1569 році, після смерті Філіберта, коли Альберт V Баварський, який пізніше був важливою фігурою під час Контрреформації, здобув вплив на Баден-Баден. Баварський губернатор Шварценберг спочатку вжив жорстких дій проти протестантських рад, а пізніше також примусив населення дотримуватися католицької віри та регулярно відвідувати церкву. Тих, хто відмовлявся, вимагали залишити країну. Канцлер Самуїл Горнмольд, вперше призначений в 1573 році, був звільнений Шварценбергом зі своєї посади в 1574 році та вигнаний з Баден-Бадена, оскільки він не продовжив рекатолицізацію, як він сподівався.
Тоді ж почалося полювання на відьом. Першою жертвою стала літня жінка в 1569 році. Під тортурами вона ідентифікувала інших жінок як відьом, розпочавши низку подальших розслідувань. У 1573—1577 рр. і далі полювали на відьом — тоді вбили щонайменше двадцять п'ять жінок, серед них дружину й дочку міського писаря Рудольфа Айндлера. У 1580 році Філіп очолив подальше полювання на відьом, під час якого вбито 18 жінок.
У листопаді 1583 року Баден-Баден прийняв григоріанський календар (протестантський Баден-Дурлах зробив це лише в 1701 році). Восени 1585 року, неодружена жителька міста, Андреа Верматт, яка працювала проповідницею собору та екзорцисткою у Шпаєрі, за три місяці «вигнала сім злих духів» з Анни Кох. Ця публічна демонстрація сили католицької церкви рекламувалася по всій імперії в листівках. Ґрефенштайн також було покатоличено, тоді як протестантизм зміг процвітати в графствах Спонгайм і Еберштайн, а також у Мальберзі завдяки угодам з протестантськими лідерами.

### Повернення до протестантизму
Процес повторного окатоличення завершився в 1588 році, коли Едвард Фортуна став маркграфом. Він не проводив активної релігійної політики, але дозволив Якобу III, своєму колезі в Баден-Гохберзі (складова Баден-Дурлаха), провести релігійні дебати в Бадені в 1589 році. Яків обрав свого радника Йоганна Пісторіуса та єзуїтського священника Теодора Бузео представляти католицьку сторону та два богослови з Тюбінгенського університету, Якоб Шмідлін і Якоб Геербранд, представляли протестантизм. Баденські дебати закінчилися нічим. Оскільки не вдалося досягти згоди щодо формату дебатів, обговорення фактичної теологічної теми було неможливим. Тому Якоб III скасував дебати.
На початку окупації Верхнього Бадену маркграфи Баден-Дурлаха пообіцяли імператору, що вони не змінюватимуть релігію Баден-Бадена і спочатку дійсно не втручалися в релігійні справи. Попри це, значна частина населення повернулася до протестантизму. Приблизно з 1610 року маркграф Георг Фрідріх активно підтримував протестантів у Баден-Бадені. У місті Баден вони мали власного священника і протестантам дозволили ділити Штіфтскірхе з католиками. Ця остання поступка, зокрема, призвела до довготривалого конфлікту, в який втрутилося маркграфство, дедалі більше обмежуючи права католиків. У 1613 році він заарештував католиків після того, як вони подали йому петицію. Він звільнив найвищого католицького сановника, каноніка Штіфтса Еберхарда Гойслера, зупинивши католицьку опозицію.

### Друге покатоличення

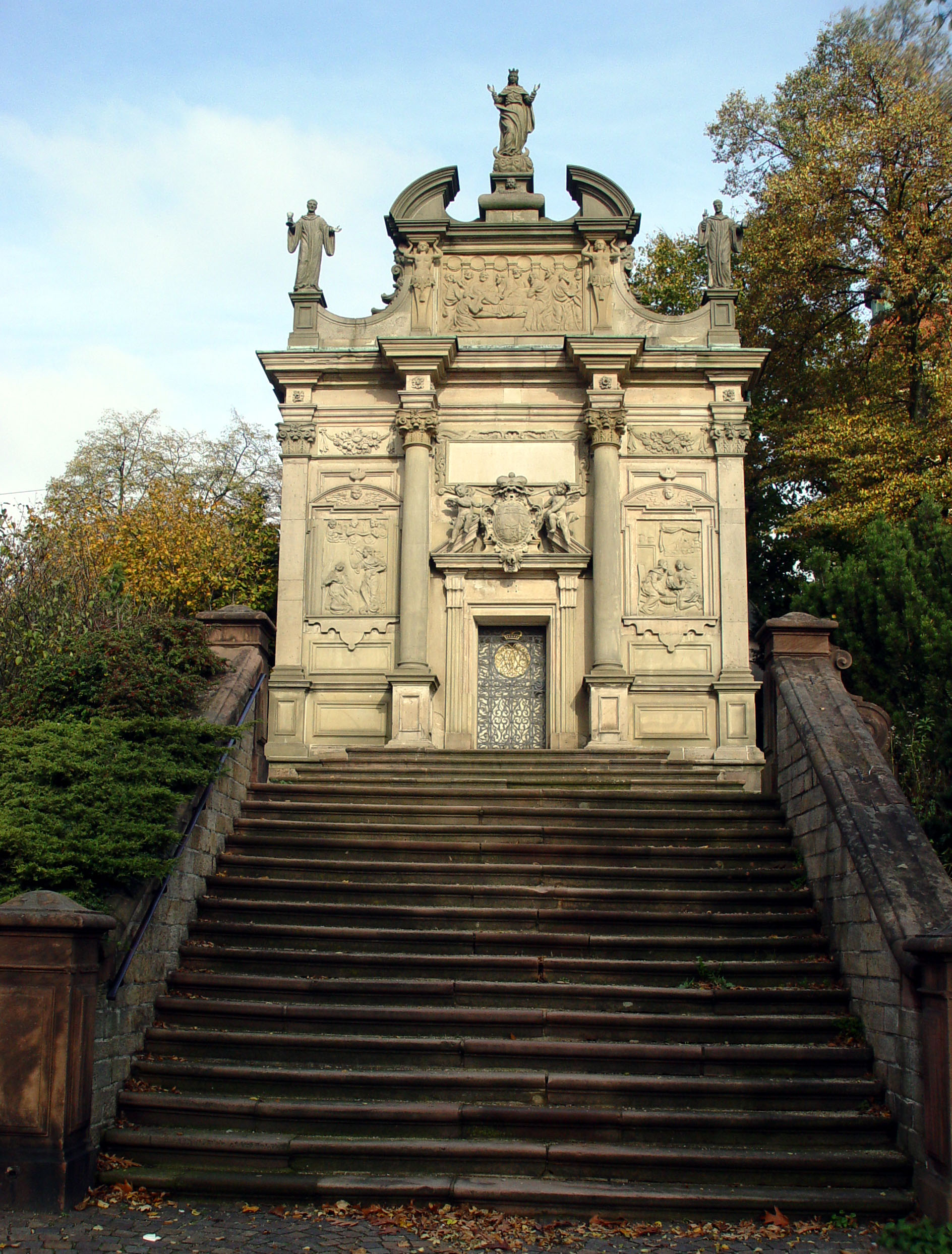
Каплиця Аїнсидельн, Раштат

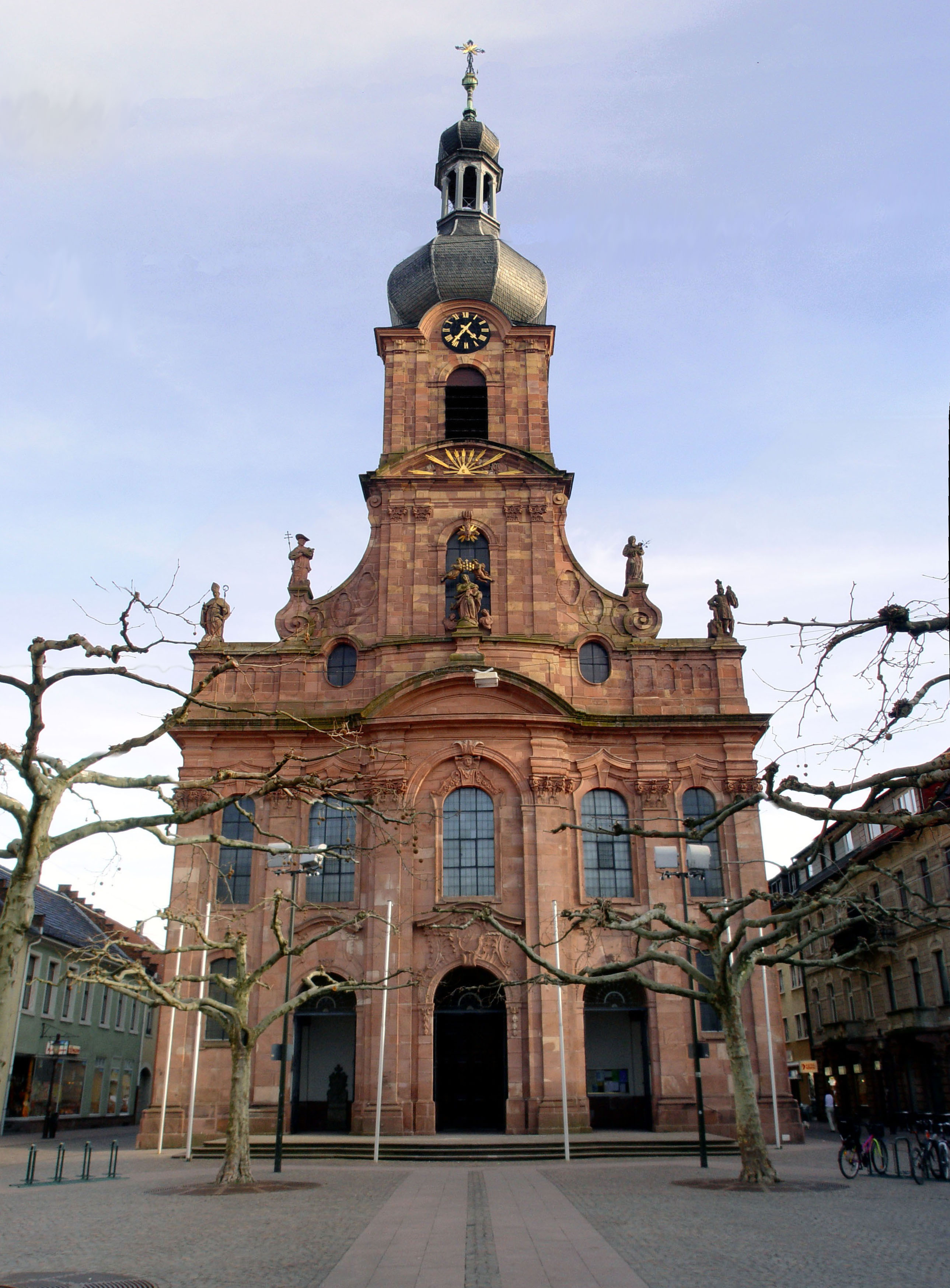
Церква Св. Олександра (Раштат), головна католицька церква Раштата

Після приходу Вільгельма до влади в 1622 році Баден-Баден був повторно покатоличений репресивними заходами за допомогою єзуїтів і капуцинів. Вільгельм дав своїм підданим час до Різдва 1624 року або прийняти католицтво, або покинути маркграфство. Колишній мер Бадена Йоган Гойслер спочатку відправився у вигнання. Коли пізніше він повернувся до міста і попросив дозволити йому залишитися через його вік і попередню службу, йому призначили великий штраф і знову поставили перед вибором: навернутися або виїхати. Міщанка Анна Вайнгаг, яка написала Вільгельму, благаючи не вимагати від неї навернення, була звинувачена в чаклунстві та піддана тортурам протягом кількох днів у грудні 1627 року. Оскільки вона не зізналася під тортурами, їй дозволили піти, за умови що вона оплатить витрат на слідство, залишалатиметься вдома та не розповідатиме про подробиці катувань. Загалом маркграф Вільгельм звинуватив у чаклунстві 244 особи в маркграфстві в 1626—1631 рр., з яких понад три чверті були жінками. 231 засуджено та знищено. У 1630-х роках Контрреформація була інституційно закріплена в Баден-Бадені через створення капуцинських монастирів та єзуїтських колегій.

### Бароковий пієтет
Сибілла фон Саксен-Лауенберг в юності здобула освіту в піарів і стала надзвичайно релігійною жінкою. Після смерті її чоловіка Людвига Вільгельма її релігійність ставала дедалі більш фанатичною під впливом єзуїтського священника Йозефа Майєра. У 1717 році Майєр організував покаянну процесію, під час якої учасники одягали тернові вінці і билися батогом. Вплив Даміана Гюго Філіпа фон Шенборна пізніше заохочував її побожність у більш світських напрямках. Вона здійснила загалом вісім паломництв до абатства Айнзідельн. Її маленький син Людвиг Георг, який раніше, здавалося, був німим, почав говорити під час однієї з цих подорожей, які вона вважала дивом. Її благочестя також виявилося в її будівельній програмі. Вона заявила про своє бажання зробити інтер'єр палацової каплиці в замку Раштат «особливо красивим». Вона також побудувала для себе каплицю Айнзідельн у Раштаті та скит у садах палацу Фаворит, куди вона часто ходила молитися та сповідатися.
Побожність регента торкнулася і маркграфства. Духовенство розширило свій значний вплив при дворі в Раштаті під час її регентства, і це продовжувалося під час правління її сина Людвига Георга. Характерним для цього періоду є будівництво фонтану Олексія в 1739 році, який мав захистити жителів Раштата від землетрусів. Ця захисна функція публічно вважалася важливішою, ніж функція постачання питної води, яку додано лише в 1770 році. Зусилля беатифікувати Бернгарда II, які увінчалися успіхом в 1769 році, також є типовими. Хоча його особливо шанувала родина маркграфів, він також вважався покровителем маркграфства в цілому після його беатифікації.
Важливу роль відіграли також паломництва до Біккешгайма та Моосбронна. У період бароко церква в Біккешгаймі отримала новий інтер'єр. Церкву в Бітігаймі, на шляху з Раштатта до Біккешгайма, також відремонтували в 1748 році. У Моосбронні побудували нову церкву в 1749 році замість дерев'яної каплиці, побудованої в 1683 році. Невдовзі після цього церкву в Міхельбасі, на маршруті паломництва з Раштатту, також відремонтували.